# Mitrocomella frigida
Mitrocomella frigida är en nässeldjursart som först beskrevs av Browne 1910.  Mitrocomella frigida ingår i släktet Mitrocomella och familjen Mitrocomidae.
Artens utbredningsområde är Södra Ishavet. Inga underarter finns listade i Catalogue of Life.